# Omura Norio
Omura Norio (sinh ngày 6 tháng 9 năm 1969) là một cầu thủ bóng đá người Nhật Bản.

## Đội tuyển bóng đá quốc gia Nhật Bản
Omura Norio thi đấu cho đội tuyển bóng đá quốc gia Nhật Bản từ năm 1995 đến 1998.

## Thống kê sự nghiệp
| Đội tuyển bóng đá Nhật Bản | Đội tuyển bóng đá Nhật Bản | Đội tuyển bóng đá Nhật Bản |
| Năm                        | Trận                       | Bàn                        |
| -------------------------- | -------------------------- | -------------------------- |
| 1995                       | 4                          | 0                          |
| 1996                       | 12                         | 2                          |
| 1997                       | 10                         | 2                          |
| 1998                       | 4                          | 0                          |
| Tổng cộng                  | 30                         | 4                          |